# Binaka
Binaka is een bestuurslaag in het regentschap Gunungsitoli van de provincie Noord-Sumatra, Indonesië. Binaka telt 1154 inwoners (volkstelling 2010).